# Dźwiniacz (obwód iwanofrankiwski)
Dźwiniacz (ukr. Дзвиняч, Dzwyniacz) – wieś na Ukrainie, w  obwodzie iwanofrankiwskim, w rejonie bohorodczańskim.